# Grijó (Vila Nova de Gaia)
Grijó é uma vila portuguesa que foi sede da extinta Freguesia de Grijó do Município de Vila Nova de Gaia, freguesia que tinha 11,46 km² de área e 10 578 habitantes (2011), donde uma densidade populacional de 923 hab/km².
A Freguesia de Grijó foi extinta (agregada) em 2013, no âmbito de uma reforma administrativa nacional, tendo sido agregada à freguesia de Sermonde para constituir a nova freguesia de Grijó e  Sermonde, oficialmente a União das Freguesias de Grijó e Sermonde.
Antes, a povoação de Grijó havia sido elevada à categoria de vila em 1988.
Foi vila e sede de concelho até ao início do século XIX. Era constituído por uma freguesia e tinha, em 1801, 1 523 habitantes.
Durante toda a existência do Concelho de Grijó (1834-1837), o seu Presidente foi António Ferreira dos Santos, cujos descendentes habitam, até aos dias de hoje, no lugar dos Canaviais, atualmente integrado no lugar do Outeiro. Em 1837, o então Concelho de Grijó, foi fundido ao atual Concelho de Vila Nova de Gaia.

## Toponímia
O nome Grijó pode derivar do latim Igriji, significando pequena igreja. Este nome seria relativo às fundações anteriores do Mosteiro de São Salvador, que remontam ao século X, depois de Cristo.
João de Barros escreveu o seguinte:
Grijó - mosteiro três léguas do Porto ao sul, chamava-se Igrejoula em tempo dos Godos, que devia ser pequena cousa, depois cresceu a devoção, e viu-se acrescentar em muita renda e corruptamente lhe chamam agora assim.

## População
| População da freguesia de Grijó | População da freguesia de Grijó | População da freguesia de Grijó | População da freguesia de Grijó | População da freguesia de Grijó | População da freguesia de Grijó | População da freguesia de Grijó | População da freguesia de Grijó | População da freguesia de Grijó | População da freguesia de Grijó | População da freguesia de Grijó | População da freguesia de Grijó | População da freguesia de Grijó | População da freguesia de Grijó | População da freguesia de Grijó |
| ------------------------------- | ------------------------------- | ------------------------------- | ------------------------------- | ------------------------------- | ------------------------------- | ------------------------------- | ------------------------------- | ------------------------------- | ------------------------------- | ------------------------------- | ------------------------------- | ------------------------------- | ------------------------------- | ------------------------------- |
| 1864                            | 1878                            | 1890                            | 1900                            | 1911                            | 1920                            | 1930                            | 1940                            | 1950                            | 1960                            | 1970                            | 1981                            | 1991                            | 2001                            | 2011                            |
| 3 032                           | 3 631                           | 4 527                           | 4 561                           | 4 680                           | 4 349                           | 4 520                           | 5 129                           | 5 391                           | 5 862                           | 6 507                           | 8 074                           | 8 728                           | 10 267                          | 10 578                          |

| Distribuição da População por Grupos Etários | Distribuição da População por Grupos Etários | Distribuição da População por Grupos Etários | Distribuição da População por Grupos Etários | Distribuição da População por Grupos Etários | Distribuição da População por Grupos Etários | Distribuição da População por Grupos Etários | Distribuição da População por Grupos Etários | Distribuição da População por Grupos Etários | Distribuição da População por Grupos Etários |
| -------------------------------------------- | -------------------------------------------- | -------------------------------------------- | -------------------------------------------- | -------------------------------------------- | -------------------------------------------- | -------------------------------------------- | -------------------------------------------- | -------------------------------------------- | -------------------------------------------- |
| Ano                                          | 0-14 Anos                                    | 15-24 Anos                                   | 25-64 Anos                                   | > 65 Anos                                    |                                              | 0-14 Anos                                    | 15-24 Anos                                   | 25-64 Anos                                   | > 65 Anos                                    |
| 2001                                         | 1 844                                        | 1 500                                        | 5 741                                        | 1 182                                        |                                              | 18,0%                                        | 14,6%                                        | 55,9%                                        | 11,5%                                        |
| 2011                                         | 1 782                                        | 1 135                                        | 6 030                                        | 1 631                                        |                                              | 16,8%                                        | 10,7%                                        | 57,0%                                        | 15,4%                                        |

1. ↑  Diário da República, 1.ª Série, n.º 19, Lei n.º 11-A/2013 de 28 de janeiro (Reorganização administrativa do território das freguesias). Acedido a 2 de fevereiro de 2013.
2. ↑  «Lei n.º 15/88, de 1 de fevereiro». diariodarepublica.pt. Consultado em 23 de novembro de 2023
3. ↑  Barros, João de (1549). Libro das antiguidades e cousas notáueis de Antre Douro e Minho, e de outras muitas de España e Portugual. [S.l.: s.n.]
4. ↑  Instituto Nacional de Estatística (Recenseamentos Gerais da População) - https://www.ine.pt/xportal/xmain?xpid=INE&xpgid=ine_publicacoes